# Grand Prix de Denain 2025
La 66e édition du Grand Prix de Denain a lieu le 20 mars 2025. Elle fait partie du calendrier UCI ProSeries 2025 en catégorie 1.Pro (deuxième niveau mondial) et constitue la deuxième manches de la Coupe de France de cyclisme sur route 2025.

## Présentation

### Parcours
Partant de Denain, les coureurs effectuent dans un premier temps trois petites boucles autour de la ville départ et franchissent pour la troisième fois la ligne d'arrivée à Denain après 82 kilomètres. Ensuite, ils accomplissent la grande boucle d'environ 118 kilomètres dans le Valenciennois et le Cambrésis. Cette dernière boucle comprend treize secteurs pavés, soit un de plus que lors de l'édition précédente (le tronçon de 1,2 km entre Artres et Famars, introduit au kilomètre 142,5). Le dernier secteur pavé (long de 1,6 km) se situe à Abscon, à une dizaine de kilomètres de l'arrivée. Neuf de ces treize sections pavées figurent au programme de Paris-Roubaix. 

### Équipes participantes
| WorldTeams (12)- Team Visma \| Lease a Bike - UAE Team Emirates XRG - Soudal Quick-Step - Team Jayco AlUla - Intermarché-Wanty - Decathlon AG2R La Mondiale Team - Groupama-FDJ - Cofidis - Bahrain-Victorious - XDS Astana Team - Alpecin-Deceuninck - Arkéa-B&B Hotels ProTeams (7)- Q36.5 Pro Cycling Team - Lotto - Team TotalEnergies - Unibet Tietema Rockets - Team Flanders-Baloise - Euskaltel-Euskadi - Wagner Bazin WB Équipes continentales (4)- Nice Métropole Côte d'Azur - CIC U Nantes - Saint Michel-Preference Home-Auber 93 - Van Rysel-Roubaix |
| |

## Classements

### Classement final
| \| Classement général \| Classement général \| Classement général \| Classement général \| Classement général \| \| Coureur \| Coureur \| Pays \| Équipe \| Temps \| \| ------------------ \| ------------------ \| ------------------ \| ----------------------------------- \| ------------------ \| \| 1er \| Matthew Brennan \| Royaume-Uni \| Team Visma \\| Lease a Bike \| 4 h 15 min 54 s \| \| 2e \| Gianni Vermeersch \| Belgique \| Alpecin-Deceuninck \| + 0 s \| \| 3e \| Dries De Bondt \| Belgique \| Decathlon-AG2R La Mondiale \| + 0 s \| \| 4e \| Florian Vermeersch \| Belgique \| UAE Team Emirates XRG \| + 0 s \| \| 5e \| Brent Van Moer \| Belgique \| Lotto \| + 0 s \| \| 6e \| Dillon Corkery \| Irlande \| St. Michel-Preference Home-Auber 93 \| + 0 s \| \| 7e \| Tomáš Kopecký \| Tchéquie \| Unibet Tietema Rockets \| + 0 s \| \| 8e \| Alec Segaert \| Belgique \| Lotto \| + 0 s \| \| 9e \| Arnaud De Lie \| Belgique \| Lotto \| + 30 s \| \| 10e \| Lewis Askey \| Royaume-Uni \| Groupama-FDJ \| + 30 s \| |                    |             |                                     |                 |
| |                    |             |                                     |                 |
| Source : ProCyclingStats |                    |             |                                     |                 |
| Classement général |                    |             |                                     |                 |
| Coureur | Coureur            | Pays        | Équipe                              | Temps           |
| 1er | Matthew Brennan    | Royaume-Uni | Team Visma \| Lease a Bike          | 4 h 15 min 54 s |
| 2e | Gianni Vermeersch  | Belgique    | Alpecin-Deceuninck                  | + 0 s           |
| 3e | Dries De Bondt     | Belgique    | Decathlon-AG2R La Mondiale          | + 0 s           |
| 4e | Florian Vermeersch | Belgique    | UAE Team Emirates XRG               | + 0 s           |
| 5e | Brent Van Moer     | Belgique    | Lotto                               | + 0 s           |
| 6e | Dillon Corkery     | Irlande     | St. Michel-Preference Home-Auber 93 | + 0 s           |
| 7e | Tomáš Kopecký      | Tchéquie    | Unibet Tietema Rockets              | + 0 s           |
| 8e | Alec Segaert       | Belgique    | Lotto                               | + 0 s           |
| 9e | Arnaud De Lie      | Belgique    | Lotto                               | + 30 s          |
| 10e | Lewis Askey        | Royaume-Uni | Groupama-FDJ                        | + 30 s          |

## Liste des participants
| Légende | Légende                                                                    | Légende | Légende                                                    |
| ------- | -------------------------------------------------------------------------- | ------- | ---------------------------------------------------------- |
| Num     | Dossard de départ porté par le coureur sur le Grand Prix de Denain         | Pos     | Position à l'arrivée de la course                          |
|         | Indique un maillot de champion national ou mondial, suivi de sa spécialité | NP      | Indique un coureur qui n'a pas pris le départ de la course |
| AB      | Indique un coureur qui n'a pas terminé la course                           | HD      | Indique un coureur qui a terminé la course hors des délais |
| DSQ     | Indique un coureur qui a été disqualifié de la course                      |         |                                                            |

| Q36.5 Pro Cycling Team Q36 | Q36.5 Pro Cycling Team Q36 | Q36.5 Pro Cycling Team Q36 |
| -------------------------- | -------------------------- | -------------------------- |
| Num                        | Coureur                    | Pos                        |
| 1                          | Jannik Steimle (GER)       | 34e                        |
| 2                          | Kamil Małecki (POL)        | 91e                        |
| 3                          | Giacomo Nizzolo (ITA)      | AB                         |
| 4                          | Rory Townsend (IRL)        | 102e                       |
| 5                          | Matteo Moschetti (ITA)     | AB                         |
| 6                          | David González López (ESP) | 103e                       |
| 7                          | Nicolò Parisini (ITA)      | 19e                        |

| Team Visma \| Lease a Bike TVL | Team Visma \| Lease a Bike TVL | Team Visma \| Lease a Bike TVL |
| ------------------------------ | ------------------------------ | ------------------------------ |
| Num                            | Coureur                        | Pos                            |
| 12                             | Loe van Belle (NED)            | 33e                            |
| 13                             | Matthew Brennan (GBR)          | 1er                            |
| 14                             | Menno Huising (NED)            | 42e                            |
| 15                             | Julien Vermote (BEL)           | 105e                           |
| 16                             | Per Strand Hagenes (NOR)       | 85e                            |
| 17                             | Tim Rex (BEL)                  | 40e                            |

| UAE Team Emirates XRG UAD | UAE Team Emirates XRG UAD | UAE Team Emirates XRG UAD |
| ------------------------- | ------------------------- | ------------------------- |
| Num                       | Coureur                   | Pos                       |
| 21                        | Filippo Baroncini (ITA)   | 14e                       |
| 22                        | Mikkel Bjerg (DEN)        | 41e                       |
| 23                        | Luca Giaimi (ITA)         | 63e                       |
| 24                        | Sebastián Molano (COL)    | AB                        |
| 25                        | António Morgado (POR)     | 32e                       |
| 26                        | Gibbe Staes (BEL)         | AB                        |
| 27                        | Florian Vermeersch (BEL)  | 4e                        |

| Soudal Quick-Step SOQ | Soudal Quick-Step SOQ         | Soudal Quick-Step SOQ |
| --------------------- | ----------------------------- | --------------------- |
| Num                   | Coureur                       | Pos                   |
| 32                    | Gil Gelders (BEL)             | 66e                   |
| 33                    | Andrea Raccagni Noviero (ITA) | AB                    |
| 35                    | Warre Vangheluwe (BEL)        | AB                    |
| 36                    | Luke Lamperti (USA)           | 64e                   |
| 37                    | Federico Savino (ITA)         | 99e                   |

| Team Jayco AlUla JAY | Team Jayco AlUla JAY   | Team Jayco AlUla JAY |
| -------------------- | ---------------------- | -------------------- |
| Num                  | Coureur                | Pos                  |
| 41                   | Robert Donaldson (GBR) | AB                   |
| 42                   | Jesse Kramer (NED)     | AB                   |
| 44                   | Kelland O'Brien (AUS)  | 83e                  |
| 45                   | Elmar Reinders (NED)   | AB                   |
| 46                   | Campbell Stewart (NZL) | AB                   |
| 47                   | Max Walscheid (GER)    | 56e                  |

| Intermarché-Wanty IWA | Intermarché-Wanty IWA    | Intermarché-Wanty IWA |
| --------------------- | ------------------------ | --------------------- |
| Num                   | Coureur                  | Pos                   |
| 51                    | Elmar Abma (NED)         | AB                    |
| 52                    | Huub Artz (NED)          | 51e                   |
| 53                    | Felix Ørn-Kristoff (NOR) | 72e                   |
| 54                    | Hugo Page (FRA)          | 86e                   |
| 55                    | Adrien Petit (FRA)       | 44e                   |
| 56                    | Luca Van Boven (BEL)     | 16e                   |
| 57                    | Taco van der Hoorn (NED) | 52e                   |

| Decathlon-AG2R La Mondiale DAT | Decathlon-AG2R La Mondiale DAT | Decathlon-AG2R La Mondiale DAT |
| ------------------------------ | ------------------------------ | ------------------------------ |
| Num                            | Coureur                        | Pos                            |
| 61                             | Sam Bennett (IRL)              | 111e                           |
| 62                             | Stefan Bissegger (SUI)         | 20e                            |
| 63                             | Oscar Chamberlain (AUS)        | AB                             |
| 64                             | Dries De Bondt (BEL)           | 3e                             |
| 65                             | Gianluca Pollefliet (BEL)      | 90e                            |
| 66                             | Antoine L'Hote (FRA)           | 70e                            |
| 67                             | Rasmus Søjberg (DEN)           | 94e                            |

| Groupama-FDJ GFC | Groupama-FDJ GFC       | Groupama-FDJ GFC |
| ---------------- | ---------------------- | ---------------- |
| Num              | Coureur                | Pos              |
| 71               | Lewis Askey (GBR)      | 10e              |
| 72               | Cyril Barthe (FRA)     | 24e              |
| 73               | Lewis Bower (NZL)      | 97e              |
| 74               | Clément Davy (FRA)     | 59e              |
| 75               | Olivier Le Gac (FRA)   | 108e             |
| 76               | Eddy Le Huitouze (FRA) | 76e              |
| 77               | Matthew Walls (GBR)    | AB               |

| Cofidis COF | Cofidis COF          | Cofidis COF |
| ----------- | -------------------- | ----------- |
| Num         | Coureur              | Pos         |
| 81          | Piet Allegaert (BEL) | 13e         |
| 82          | Aimé De Gendt (BEL)  | 48e         |
| 83          | Eddy Finé (FRA)      | AB          |
| 84          | Alexis Renard (FRA)  | 30e         |
| 85          | Ludovic Robeet (BEL) | 55e         |
| 86          | Hugo Toumire (FRA)   | AB          |

| Bahrain Victorious TBV | Bahrain Victorious TBV    | Bahrain Victorious TBV |
| ---------------------- | ------------------------- | ---------------------- |
| Num                    | Coureur                   | Pos                    |
| 91                     | Alberto Bruttomesso (ITA) | 95e                    |
| 92                     | Roman Ermakov (RUS)       | 73e                    |
| 93                     | Daniel Skerl (ITA)        | 84e                    |
| 94                     | Oliver Stockwell (GBR)    | AB                     |
| 95                     | Vlad Van Mechelen (BEL)   | 23e                    |
| 96                     | Thomas Capra (ITA)        | 93e                    |
| 97                     | Bryan Olivo (ITA)         | NP                     |

| XDS Astana Team XAT | XDS Astana Team XAT     | XDS Astana Team XAT |
| ------------------- | ----------------------- | ------------------- |
| Num                 | Coureur                 | Pos                 |
| 101                 | Cees Bol (NED)          | NP                  |
| 102                 | Aaron Gate (NZL)        | 22e                 |
| 103                 | Max Kanter (GER)        | AB                  |
| 104                 | Michele Gazzoli (ITA)   | 39e                 |
| 105                 | Alessandro Romele (ITA) | 17e                 |
| 106                 | Su Haoyu (CHN)          | AB                  |

| Alpecin-Deceuninck ADC | Alpecin-Deceuninck ADC  | Alpecin-Deceuninck ADC |
| ---------------------- | ----------------------- | ---------------------- |
| Num                    | Coureur                 | Pos                    |
| 111                    | Tobias Bayer (AUT)      | 65e                    |
| 112                    | Simon Dehairs (BEL)     | 18e                    |
| 113                    | Tibor Del Grosso (NED)  | 25e                    |
| 114                    | Samuel Gaze (NZL)       | 54e                    |
| 115                    | Timo Kielich (BEL)      | 12e                    |
| 116                    | Gianni Vermeersch (BEL) | 2e                     |
| 117                    | Stan Van Tricht (BEL)   | 58e                    |

| Arkéa-B&B Hotels ARK | Arkéa-B&B Hotels ARK  | Arkéa-B&B Hotels ARK |
| -------------------- | --------------------- | -------------------- |
| Num                  | Coureur               | Pos                  |
| 121                  | Amaury Capiot (BEL)   | AB                   |
| 122                  | Giosuè Epis (ITA)     | 37e                  |
| 123                  | Jenthe Biermans (BEL) | 35e                  |
| 124                  | Léandre Lozouet (FRA) | 79e                  |
| 125                  | Luca Mozzato (ITA)    | 29e                  |
| 126                  | Rémi Lelandais (FRA)  | AB                   |
| 127                  | Donavan Grondin (FRA) | AB                   |

| Lotto LOT | Lotto LOT                    | Lotto LOT |
| --------- | ---------------------------- | --------- |
| Num       | Coureur                      | Pos       |
| 131       | Milan Menten (BEL)           | 45e       |
| 132       | Alec Segaert (BEL)           | 8e        |
| 133       | Lionel Taminiaux (BEL)       | 113e      |
| 134       | Steffen De Schuyteneer (BEL) | 11e       |
| 135       | Brent Van Moer (BEL)         | 5e        |
| 136       | Arnaud De Lie (BEL) (route)  | 9e        |
| 137       | Mathieu Kockelmann (LUX)     | 106e      |

| Team TotalEnergies TEN | Team TotalEnergies TEN | Team TotalEnergies TEN |
| ---------------------- | ---------------------- | ---------------------- |
| Num                    | Coureur                | Pos                    |
| 141                    | Lucas Boniface (FRA)   | 50e                    |
| 142                    | Rayan Boulahoite (FRA) | 53e                    |
| 143                    | Alexys Brunel (FRA)    | 49e                    |
| 144                    | Florian Dauphin (FRA)  | 62e                    |
| 145                    | Sandy Dujardin (FRA)   | 15e                    |
| 146                    | Lorrenzo Manzin (FRA)  | 109e                   |
| 147                    | Anthony Turgis (FRA)   | 71e                    |

| Unibet Tietema Rockets RKT | Unibet Tietema Rockets RKT | Unibet Tietema Rockets RKT |
| -------------------------- | -------------------------- | -------------------------- |
| Num                        | Coureur                    | Pos                        |
| 151                        | Abram Stockman (BEL)       | 60e                        |
| 152                        | Axel Huens (FRA)           | 43e                        |
| 153                        | Andreas Stokbro (DEN)      | 21e                        |
| 154                        | Jelle Johannink (NED)      | 47e                        |
| 155                        | Joren Bloem (NED)          | 46e                        |
| 156                        | Lukáš Kubiš (SVK) (route)  | 27e                        |
| 157                        | Tomáš Kopecký (CZE)        | 7e                         |

| Team Flanders-Baloise TFB | Team Flanders-Baloise TFB | Team Flanders-Baloise TFB |
| ------------------------- | ------------------------- | ------------------------- |
| Num                       | Coureur                   | Pos                       |
| 161                       | Alex Colman (BEL)         | 98e                       |
| 162                       | Brem Deman (BEL)          | 100e                      |
| 163                       | Tuur Dens (BEL)           | AB                        |
| 164                       | Jules Hesters (BEL)       | AB                        |
| 165                       | Yentl Vandevelde (BEL)    | 88e                       |
| 166                       | Ward Vanhoof (BEL)        | 38e                       |
| 167                       | Victor Vercouillie (BEL)  | 75e                       |

| Euskaltel-Euskadi EUS | Euskaltel-Euskadi EUS          | Euskaltel-Euskadi EUS |
| --------------------- | ------------------------------ | --------------------- |
| Num                   | Coureur                        | Pos                   |
| 171                   | David Dekker (NED)             | 74e                   |
| 172                   | Danny van der Tuuk (POL)       | 110e                  |
| 173                   | Andoni López de Abetxuko (ESP) | AB                    |
| 174                   | Iker Bonillo (ESP)             | AB                    |
| 175                   | Unai Zubeldia (ESP)            | AB                    |
| 176                   | Nicolás Alustiza (ESP)         | AB                    |
| 177                   | Xabier Berasategi (ESP)        | AB                    |

| Wagner Bazin WB WB2 | Wagner Bazin WB WB2                | Wagner Bazin WB WB2 |
| ------------------- | ---------------------------------- | ------------------- |
| Num                 | Coureur                            | Pos                 |
| 181                 | Jocelyn Baguelin (FRA)             | 114e                |
| 182                 | Pierre Barbier (FRA)               | AB                  |
| 183                 | Quentin Bezza (FRA)                | AB                  |
| 184                 | Cériel Desal (BEL)                 | 69e                 |
| 185                 | Michiel Lambrecht (BEL)            | 36e                 |
| 186                 | Henri-François Renard-Haquin (FRA) | 57e                 |
| 187                 | Jens Reynders (BEL)                | 31e                 |

| Nice Métropole Côte d'Azur NMC | Nice Métropole Côte d'Azur NMC | Nice Métropole Côte d'Azur NMC |
| ------------------------------ | ------------------------------ | ------------------------------ |
| Num                            | Coureur                        | Pos                            |
| 191                            | Alexander Konijn (NED)         | AB                             |
| 192                            | Damien Girard (FRA)            | 92e                            |
| 193                            | Andrea Mifsud                  | 61e                            |
| 194                            | Dylan Massa (FRA)              | AB                             |
| 195                            | Noah Knecht (FRA)              | AB                             |
| 196                            | Axel Narbonne-Zuccarelli (FRA) | 77e                            |
| 197                            | Andrei Carbunarea (ROU)        | AB                             |

| CIC U Nantes UCN | CIC U Nantes UCN        | CIC U Nantes UCN |
| ---------------- | ----------------------- | ---------------- |
| Num              | Coureur                 | Pos              |
| 201              | Ronan Augé (FRA)        | 81e              |
| 202              | Corentin Devroute (FRA) | 104e             |
| 203              | Justin Ducret (FRA)     | 101e             |
| 204              | Maël Guégan (FRA)       | 96e              |
| 205              | Similien Hamon (FRA)    | AB               |
| 206              | Antoine Hue (FRA)       | 89e              |
| 207              | Matisse Julien (CAN)    | AB               |

| St. Michel-Preference Home-Auber 93 AUB | St. Michel-Preference Home-Auber 93 AUB | St. Michel-Preference Home-Auber 93 AUB |
| --------------------------------------- | --------------------------------------- | --------------------------------------- |
| Num                                     | Coureur                                 | Pos                                     |
| 211                                     | Romain Cardis (FRA)                     | 28e                                     |
| 213                                     | Dillon Corkery (IRL)                    | 6e                                      |
| 214                                     | Jérémy Lecroq (FRA)                     | 78e                                     |
| 215                                     | Alan Riou (FRA)                         | 112e                                    |
| 216                                     | Yohann Simon (FRA)                      | AB                                      |
| 217                                     | Morne van Niekerk (RSA)                 | 82e                                     |

| Van Rysel-Roubaix VRR | Van Rysel-Roubaix VRR     | Van Rysel-Roubaix VRR |
| --------------------- | ------------------------- | --------------------- |
| Num                   | Coureur                   | Pos                   |
| 221                   | Rait Ärm (EST)            | 87e                   |
| 222                   | Daniel Årnes (NOR)        | 67e                   |
| 223                   | Kévin Avoine (FRA)        | 107e                  |
| 224                   | Maxime Jarnet (FRA)       | 80e                   |
| 225                   | Emmanuel Morin (FRA)      | AB                    |
| 226                   | Baptiste Planckaert (BEL) | 68e                   |
| 227                   | Valentin Tabellion (FRA)  | 26e                   |

| Q36.5 Pro Cycling Team Q36 | Q36.5 Pro Cycling Team Q36 | Q36.5 Pro Cycling Team Q36 |
| -------------------------- | -------------------------- | -------------------------- |
| Num                        | Coureur                    | Pos                        |
| 1                          | Jannik Steimle (GER)       | 34e                        |
| 2                          | Kamil Małecki (POL)        | 91e                        |
| 3                          | Giacomo Nizzolo (ITA)      | AB                         |
| 4                          | Rory Townsend (IRL)        | 102e                       |
| 5                          | Matteo Moschetti (ITA)     | AB                         |
| 6                          | David González López (ESP) | 103e                       |
| 7                          | Nicolò Parisini (ITA)      | 19e                        |

| Team Visma \| Lease a Bike TVL | Team Visma \| Lease a Bike TVL | Team Visma \| Lease a Bike TVL |
| ------------------------------ | ------------------------------ | ------------------------------ |
| Num                            | Coureur                        | Pos                            |
| 12                             | Loe van Belle (NED)            | 33e                            |
| 13                             | Matthew Brennan (GBR)          | 1er                            |
| 14                             | Menno Huising (NED)            | 42e                            |
| 15                             | Julien Vermote (BEL)           | 105e                           |
| 16                             | Per Strand Hagenes (NOR)       | 85e                            |
| 17                             | Tim Rex (BEL)                  | 40e                            |

| UAE Team Emirates XRG UAD | UAE Team Emirates XRG UAD | UAE Team Emirates XRG UAD |
| ------------------------- | ------------------------- | ------------------------- |
| Num                       | Coureur                   | Pos                       |
| 21                        | Filippo Baroncini (ITA)   | 14e                       |
| 22                        | Mikkel Bjerg (DEN)        | 41e                       |
| 23                        | Luca Giaimi (ITA)         | 63e                       |
| 24                        | Sebastián Molano (COL)    | AB                        |
| 25                        | António Morgado (POR)     | 32e                       |
| 26                        | Gibbe Staes (BEL)         | AB                        |
| 27                        | Florian Vermeersch (BEL)  | 4e                        |

| Soudal Quick-Step SOQ | Soudal Quick-Step SOQ         | Soudal Quick-Step SOQ |
| --------------------- | ----------------------------- | --------------------- |
| Num                   | Coureur                       | Pos                   |
| 32                    | Gil Gelders (BEL)             | 66e                   |
| 33                    | Andrea Raccagni Noviero (ITA) | AB                    |
| 35                    | Warre Vangheluwe (BEL)        | AB                    |
| 36                    | Luke Lamperti (USA)           | 64e                   |
| 37                    | Federico Savino (ITA)         | 99e                   |

| Team Jayco AlUla JAY | Team Jayco AlUla JAY   | Team Jayco AlUla JAY |
| -------------------- | ---------------------- | -------------------- |
| Num                  | Coureur                | Pos                  |
| 41                   | Robert Donaldson (GBR) | AB                   |
| 42                   | Jesse Kramer (NED)     | AB                   |
| 44                   | Kelland O'Brien (AUS)  | 83e                  |
| 45                   | Elmar Reinders (NED)   | AB                   |
| 46                   | Campbell Stewart (NZL) | AB                   |
| 47                   | Max Walscheid (GER)    | 56e                  |

| Intermarché-Wanty IWA | Intermarché-Wanty IWA    | Intermarché-Wanty IWA |
| --------------------- | ------------------------ | --------------------- |
| Num                   | Coureur                  | Pos                   |
| 51                    | Elmar Abma (NED)         | AB                    |
| 52                    | Huub Artz (NED)          | 51e                   |
| 53                    | Felix Ørn-Kristoff (NOR) | 72e                   |
| 54                    | Hugo Page (FRA)          | 86e                   |
| 55                    | Adrien Petit (FRA)       | 44e                   |
| 56                    | Luca Van Boven (BEL)     | 16e                   |
| 57                    | Taco van der Hoorn (NED) | 52e                   |

| Decathlon-AG2R La Mondiale DAT | Decathlon-AG2R La Mondiale DAT | Decathlon-AG2R La Mondiale DAT |
| ------------------------------ | ------------------------------ | ------------------------------ |
| Num                            | Coureur                        | Pos                            |
| 61                             | Sam Bennett (IRL)              | 111e                           |
| 62                             | Stefan Bissegger (SUI)         | 20e                            |
| 63                             | Oscar Chamberlain (AUS)        | AB                             |
| 64                             | Dries De Bondt (BEL)           | 3e                             |
| 65                             | Gianluca Pollefliet (BEL)      | 90e                            |
| 66                             | Antoine L'Hote (FRA)           | 70e                            |
| 67                             | Rasmus Søjberg (DEN)           | 94e                            |

| Groupama-FDJ GFC | Groupama-FDJ GFC       | Groupama-FDJ GFC |
| ---------------- | ---------------------- | ---------------- |
| Num              | Coureur                | Pos              |
| 71               | Lewis Askey (GBR)      | 10e              |
| 72               | Cyril Barthe (FRA)     | 24e              |
| 73               | Lewis Bower (NZL)      | 97e              |
| 74               | Clément Davy (FRA)     | 59e              |
| 75               | Olivier Le Gac (FRA)   | 108e             |
| 76               | Eddy Le Huitouze (FRA) | 76e              |
| 77               | Matthew Walls (GBR)    | AB               |

| Cofidis COF | Cofidis COF          | Cofidis COF |
| ----------- | -------------------- | ----------- |
| Num         | Coureur              | Pos         |
| 81          | Piet Allegaert (BEL) | 13e         |
| 82          | Aimé De Gendt (BEL)  | 48e         |
| 83          | Eddy Finé (FRA)      | AB          |
| 84          | Alexis Renard (FRA)  | 30e         |
| 85          | Ludovic Robeet (BEL) | 55e         |
| 86          | Hugo Toumire (FRA)   | AB          |

| Bahrain Victorious TBV | Bahrain Victorious TBV    | Bahrain Victorious TBV |
| ---------------------- | ------------------------- | ---------------------- |
| Num                    | Coureur                   | Pos                    |
| 91                     | Alberto Bruttomesso (ITA) | 95e                    |
| 92                     | Roman Ermakov (RUS)       | 73e                    |
| 93                     | Daniel Skerl (ITA)        | 84e                    |
| 94                     | Oliver Stockwell (GBR)    | AB                     |
| 95                     | Vlad Van Mechelen (BEL)   | 23e                    |
| 96                     | Thomas Capra (ITA)        | 93e                    |
| 97                     | Bryan Olivo (ITA)         | NP                     |

| XDS Astana Team XAT | XDS Astana Team XAT     | XDS Astana Team XAT |
| ------------------- | ----------------------- | ------------------- |
| Num                 | Coureur                 | Pos                 |
| 101                 | Cees Bol (NED)          | NP                  |
| 102                 | Aaron Gate (NZL)        | 22e                 |
| 103                 | Max Kanter (GER)        | AB                  |
| 104                 | Michele Gazzoli (ITA)   | 39e                 |
| 105                 | Alessandro Romele (ITA) | 17e                 |
| 106                 | Su Haoyu (CHN)          | AB                  |

| Alpecin-Deceuninck ADC | Alpecin-Deceuninck ADC  | Alpecin-Deceuninck ADC |
| ---------------------- | ----------------------- | ---------------------- |
| Num                    | Coureur                 | Pos                    |
| 111                    | Tobias Bayer (AUT)      | 65e                    |
| 112                    | Simon Dehairs (BEL)     | 18e                    |
| 113                    | Tibor Del Grosso (NED)  | 25e                    |
| 114                    | Samuel Gaze (NZL)       | 54e                    |
| 115                    | Timo Kielich (BEL)      | 12e                    |
| 116                    | Gianni Vermeersch (BEL) | 2e                     |
| 117                    | Stan Van Tricht (BEL)   | 58e                    |

| Arkéa-B&B Hotels ARK | Arkéa-B&B Hotels ARK  | Arkéa-B&B Hotels ARK |
| -------------------- | --------------------- | -------------------- |
| Num                  | Coureur               | Pos                  |
| 121                  | Amaury Capiot (BEL)   | AB                   |
| 122                  | Giosuè Epis (ITA)     | 37e                  |
| 123                  | Jenthe Biermans (BEL) | 35e                  |
| 124                  | Léandre Lozouet (FRA) | 79e                  |
| 125                  | Luca Mozzato (ITA)    | 29e                  |
| 126                  | Rémi Lelandais (FRA)  | AB                   |
| 127                  | Donavan Grondin (FRA) | AB                   |

| Lotto LOT | Lotto LOT                    | Lotto LOT |
| --------- | ---------------------------- | --------- |
| Num       | Coureur                      | Pos       |
| 131       | Milan Menten (BEL)           | 45e       |
| 132       | Alec Segaert (BEL)           | 8e        |
| 133       | Lionel Taminiaux (BEL)       | 113e      |
| 134       | Steffen De Schuyteneer (BEL) | 11e       |
| 135       | Brent Van Moer (BEL)         | 5e        |
| 136       | Arnaud De Lie (BEL) (route)  | 9e        |
| 137       | Mathieu Kockelmann (LUX)     | 106e      |

| Team TotalEnergies TEN | Team TotalEnergies TEN | Team TotalEnergies TEN |
| ---------------------- | ---------------------- | ---------------------- |
| Num                    | Coureur                | Pos                    |
| 141                    | Lucas Boniface (FRA)   | 50e                    |
| 142                    | Rayan Boulahoite (FRA) | 53e                    |
| 143                    | Alexys Brunel (FRA)    | 49e                    |
| 144                    | Florian Dauphin (FRA)  | 62e                    |
| 145                    | Sandy Dujardin (FRA)   | 15e                    |
| 146                    | Lorrenzo Manzin (FRA)  | 109e                   |
| 147                    | Anthony Turgis (FRA)   | 71e                    |

| Unibet Tietema Rockets RKT | Unibet Tietema Rockets RKT | Unibet Tietema Rockets RKT |
| -------------------------- | -------------------------- | -------------------------- |
| Num                        | Coureur                    | Pos                        |
| 151                        | Abram Stockman (BEL)       | 60e                        |
| 152                        | Axel Huens (FRA)           | 43e                        |
| 153                        | Andreas Stokbro (DEN)      | 21e                        |
| 154                        | Jelle Johannink (NED)      | 47e                        |
| 155                        | Joren Bloem (NED)          | 46e                        |
| 156                        | Lukáš Kubiš (SVK) (route)  | 27e                        |
| 157                        | Tomáš Kopecký (CZE)        | 7e                         |

| Team Flanders-Baloise TFB | Team Flanders-Baloise TFB | Team Flanders-Baloise TFB |
| ------------------------- | ------------------------- | ------------------------- |
| Num                       | Coureur                   | Pos                       |
| 161                       | Alex Colman (BEL)         | 98e                       |
| 162                       | Brem Deman (BEL)          | 100e                      |
| 163                       | Tuur Dens (BEL)           | AB                        |
| 164                       | Jules Hesters (BEL)       | AB                        |
| 165                       | Yentl Vandevelde (BEL)    | 88e                       |
| 166                       | Ward Vanhoof (BEL)        | 38e                       |
| 167                       | Victor Vercouillie (BEL)  | 75e                       |

| Euskaltel-Euskadi EUS | Euskaltel-Euskadi EUS          | Euskaltel-Euskadi EUS |
| --------------------- | ------------------------------ | --------------------- |
| Num                   | Coureur                        | Pos                   |
| 171                   | David Dekker (NED)             | 74e                   |
| 172                   | Danny van der Tuuk (POL)       | 110e                  |
| 173                   | Andoni López de Abetxuko (ESP) | AB                    |
| 174                   | Iker Bonillo (ESP)             | AB                    |
| 175                   | Unai Zubeldia (ESP)            | AB                    |
| 176                   | Nicolás Alustiza (ESP)         | AB                    |
| 177                   | Xabier Berasategi (ESP)        | AB                    |

| Wagner Bazin WB WB2 | Wagner Bazin WB WB2                | Wagner Bazin WB WB2 |
| ------------------- | ---------------------------------- | ------------------- |
| Num                 | Coureur                            | Pos                 |
| 181                 | Jocelyn Baguelin (FRA)             | 114e                |
| 182                 | Pierre Barbier (FRA)               | AB                  |
| 183                 | Quentin Bezza (FRA)                | AB                  |
| 184                 | Cériel Desal (BEL)                 | 69e                 |
| 185                 | Michiel Lambrecht (BEL)            | 36e                 |
| 186                 | Henri-François Renard-Haquin (FRA) | 57e                 |
| 187                 | Jens Reynders (BEL)                | 31e                 |

| Nice Métropole Côte d'Azur NMC | Nice Métropole Côte d'Azur NMC | Nice Métropole Côte d'Azur NMC |
| ------------------------------ | ------------------------------ | ------------------------------ |
| Num                            | Coureur                        | Pos                            |
| 191                            | Alexander Konijn (NED)         | AB                             |
| 192                            | Damien Girard (FRA)            | 92e                            |
| 193                            | Andrea Mifsud                  | 61e                            |
| 194                            | Dylan Massa (FRA)              | AB                             |
| 195                            | Noah Knecht (FRA)              | AB                             |
| 196                            | Axel Narbonne-Zuccarelli (FRA) | 77e                            |
| 197                            | Andrei Carbunarea (ROU)        | AB                             |

| CIC U Nantes UCN | CIC U Nantes UCN        | CIC U Nantes UCN |
| ---------------- | ----------------------- | ---------------- |
| Num              | Coureur                 | Pos              |
| 201              | Ronan Augé (FRA)        | 81e              |
| 202              | Corentin Devroute (FRA) | 104e             |
| 203              | Justin Ducret (FRA)     | 101e             |
| 204              | Maël Guégan (FRA)       | 96e              |
| 205              | Similien Hamon (FRA)    | AB               |
| 206              | Antoine Hue (FRA)       | 89e              |
| 207              | Matisse Julien (CAN)    | AB               |

| St. Michel-Preference Home-Auber 93 AUB | St. Michel-Preference Home-Auber 93 AUB | St. Michel-Preference Home-Auber 93 AUB |
| --------------------------------------- | --------------------------------------- | --------------------------------------- |
| Num                                     | Coureur                                 | Pos                                     |
| 211                                     | Romain Cardis (FRA)                     | 28e                                     |
| 213                                     | Dillon Corkery (IRL)                    | 6e                                      |
| 214                                     | Jérémy Lecroq (FRA)                     | 78e                                     |
| 215                                     | Alan Riou (FRA)                         | 112e                                    |
| 216                                     | Yohann Simon (FRA)                      | AB                                      |
| 217                                     | Morne van Niekerk (RSA)                 | 82e                                     |

| Van Rysel-Roubaix VRR | Van Rysel-Roubaix VRR     | Van Rysel-Roubaix VRR |
| --------------------- | ------------------------- | --------------------- |
| Num                   | Coureur                   | Pos                   |
| 221                   | Rait Ärm (EST)            | 87e                   |
| 222                   | Daniel Årnes (NOR)        | 67e                   |
| 223                   | Kévin Avoine (FRA)        | 107e                  |
| 224                   | Maxime Jarnet (FRA)       | 80e                   |
| 225                   | Emmanuel Morin (FRA)      | AB                    |
| 226                   | Baptiste Planckaert (BEL) | 68e                   |
| 227                   | Valentin Tabellion (FRA)  | 26e                   |